# ناپلئون (فیلم ۲۰۲۳)
ناپلئون (انگلیسی: Napoleon) فیلم درام تاریخی حماسی محصول ۲۰۲۳ به کارگردانی و تهیه‌کنندگی ریدلی اسکات و نویسندگی دیوید اسکارپا است. این فیلم مبتنی بر زندگی ناپلئون بناپارت است که عمدتاً به قدرت رسیدن این رهبر فرانسوی و نیز رابطهٔ او با ملکه ژوزفین را به تصویر می‌کشد. واکین فینیکس و ونسا کربی به‌ترتیب نقش ناپلئون و ژوزفین را ایفا می‌کنند.
اسکات پس از اتمام فیلم خود آخرین دوئل در اکتبر ۲۰۲۰، ناپلئون را به عنوان پروژه بعدی خود معرفی کرد و فینیکس نقش اصلی را برعهده گرفت. پس از تأخیرها و بازنویسی‌ها به دلیل دنیاگیری کووید-۱۹، از جمله جایگزینی کربی با جودی کومر، فیلمبرداری در فوریه ۲۰۲۲ در انگلستان آغاز شد و چندین ماه به طول انجامید. علاوه بر نویسنده دیوید اسکارپا، داریوش وولسکی، فیلمبردار و کلر سیمپسون، تدوینگر نیز از جمله همکاران مکرر اسکات بودند.
ناپلئون در ۱۴ نوامبر ۲۰۲۳ در پاریس به نمایش درآمد و در ۲۲ نوامبر به‌وسیلهٔ گروه سینمایی سونی پیکچرز در ایالات متحده و بریتانیا اکران و سپس از طریق سرویس اینترنتی اپل تی‌وی پلاس پخش شد. این فیلم بیش از ۲۱۴ میلیون دلار در گیشه فروش داشت و نقدهای متفاوتی از منتقدان دریافت کرد (اگرچه در فرانسه بیشتر نظرات منفی بود). منتقدان سکانس‌های نبرد و اجراهای بازیگران را تحسین کردند، با این حال، فیلم به‌دلیل ریتم، لحن و عدم دقت تاریخی مورد انتقاد قرار گرفت.

## داستان
سال ۱۷۹۳، در گیر و دار انقلاب فرانسه، افسر ارتش جوان ناپلئون بناپارت شاهد بریدن سر ماری آنتوانت به‌وسیلهٔ گیوتین بود. در روزهای پایانی همان سال، رهبر انقلاب پل باراس به ناپلئون دستور داد محاصره تولون را بر عهده بگیرد؛ او با موفقیت به شهر یورش برد و کشتی‌های انگلیسی را با توپخانه فراری داد. پس از برکناری و اعدام ماکسیمیلیان روبسپیر در پایان حکومت وحشت، رهبران فرانسه، از جمله ناپلئون، کوشیدند تا پایداری را بازگردانند. ناپلئون بار دیگر با به‌کارگیری توپخانه، شورش سلطنت‌طلبان را در سال ۱۷۹۵ سرکوب کرد.
ناپلئون به بیوهٔ اشرافی ژوزفین بوآرنه اظهار عشق می‌کند و این دو سرانجام با هم پیوند زناشویی می‌بندند. با اینکه فعالیت جنسی این دو بسیار است، ژوزفین باردار نمی‌شود. در مصر، او در نبرد اهرام در سال ۱۷۹۸ بار دیگر پیروز شد، اما هنگامی می‌شنود که ژوزفین معشوقه‌ای به‌نام هیپولیت چارلز دارد، به خانه بازگشت. دیرکتوار فرانسه ناپلئون را بابت رها کردن لشکریانش نکوهش کرد، اما او آن‌ها را به‌خاطر رهبری ضعیفشان در فرانسه سرزنش می‌کند. ناپلئون در کنار چند هم‌دست مانند تالیران، فوشه، سیه و دوکوس، دیرکتوار را در کودتایی سرنگون می‌کند و به کنسول‌های فرانسه تبدیل می‌شود.
ناپلئون در سال ۱۸۰۴ به‌واسطهٔ پاپ به‌عنوان امپراتور فرانسه تاج‌گذاری می‌کند و در طی مراسم تاج‌گذاری، او جسورانه و با اعتماد به‌نفس، تاج را بر سر خودش می‌گذارد. وزیر امور خارجه تالیران به اتریش پیشنهاد اتحاد می‌دهد، اگرچه اتریشی‌ها این ایده را رد می‌کنند. یک سال بعد، ناپلئون در نبرد استرلیتز، اتریشی‌ها و روس‌ها را مغلوب کرد و آن‌ها را مجبور کرد تا پیش از بمباران یخ‌ها و غرق کردنشان، بر فراز دریاچه‌های یخ زده عقب‌نشینی کنند. پس از آن، او امپراتور اتریش فرانتس دوم را دعوت می‌کند — که تزار روسیه الکساندر یکم از شرکت در این جلسه خودداری می‌کند — و به فرانتس می‌گوید از آنجایی که او ارتش آن‌ها را به‌طور کامل نابود نکرده‌است، انتظار دارد که تزار قدردان باشد.
مادر ناپلئون از فرزندش می‌خواهد زنی را باردار کند تا ثابت شود که ژوزفین نابارور است. ناپلئون در سال ۱۸۱۰ از او جدا شد و هنگامی که ژوزفین نخست از خواندن فرمان جدایی خودداری کرد، ناپلئون نزد مردم به صورت ژوزفین سیلی زد، اما آن دو با هم رابطه خوبی دارند و به داد و ستد نامه‌های دوستانه ادامه می‌دهند. ناپلئون با ماری لوئیز اتریش ازدواج کرد که یک سال بعد صاحب پسری شد.
در سال ۱۸۱۲، ناپلئون پس از اینکه تزار از پیمان صلح با فرانسه کنار کشید، به روسیه تهاجم نظامی برد. او با وجود ایستادگی چریکی خونین از سوی نیروهای کازاک‌های دن، در نبرد بورودینو پیروز می‌شود، اما مسکو را خالی از سکنه و سپس شعله‌ور می‌بیند. ناپلئون هنگام زمستان با از دست دادن حدود نیم میلیون نفر به فرانسه عقب‌نشینی می‌کند. در سال ۱۸۱۴، ائتلاف ناپلئون را به کناره‌گیری و تبعید به البا مجبور کرد.
در سال ۱۸۱۵، ناپلئون با شنیدن اینکه ژوزفین حالش خوب نیست، از جزیره می‌گریزد و در فرانسه به قدرت بازمی‌گردد. ژوزفین که مجبور شده بود در قلعه مالمیسون خلوت کند، پیش از رسیدن ناپلئون می‌میرد. پادشاه لوئی هجدهم هنگ پنجم را برای توقف ناپلئون می‌فرستد، اما ناپلئون آن‌ها را مجذوب خود می‌کند تا به او بپیوندند.
هنگام نبرد واترلو در ژوئن، ناپلئون با گردآوری نیروهای بیشتر، با ارتش بریتانیا به رهبری دوک ولینگتون رو در رو می‌شود. حملات سواره‌نظام فرانسه به‌وسیلهٔ میادین پیاده‌نظام بریتانیا دفع می‌شود و ناپلئونِ ناامید سربازان باقی‌ماندهٔ خود را به پیش وامی‌دارد، اما این پیشروی به‌وسیلهٔ خطوط دوباره تشکیل‌شده از پیاده‌نظام دشمن نابود می‌شود. نیروهای پروسی مارشال بلوشر برای نیروبخشی به ولینگتون می‌رسند و فرانسوی‌ها گسیخته می‌شوند. در حالی که ناپلئون عقب‌نشینی می‌کند، به ولینگتون ادای احترام نظامی می‌کند.
ناپلئون این بار به جزیره سنت هلن در اقیانوس اطلس تبعید می‌شود و در حال گفتن شوخی کنایه‌دار با کودکان دیده می‌شود، خاطرات خود را می‌نویسد که به یکی از پرفروش‌ترین کتاب‌ها در سراسر جهان تبدیل می‌شود و نسخه‌ای از تاریخ را به شنوندگان خود ارائه می‌دهد که در آن او همیشه درست‌کار است. ناپلئون با شنیدن اینکه ژوزفین او را فراخواند تا دوباره همدیگر را ملاقات کنند، در سال ۱۸۲۱ درگذشت.

## بازیگران
- واکین فینیکس در نقش ناپلئون بناپارت، امپراتور فرانسه.[۹][۱۰]
- ونسا کربی در نقش ژوزفین بوهارنه، ملکه همسر و همسر اول ناپلئون.
- طاهر رحیم در نقش پل باراس، سیاستمداری که در انقلاب فرانسه رئیس اجرایی دیرکتوار بود.
- بن مایلز در نقش کولن کورت، دیپلمات و مشاور نزدیک ناپلئون.[۱۱]
- لودیوین سنیه در نقش ترزا کاباروس (مادام تالین)، زنی اجتماعی و نجیب‌زاده.[۱۲]
- متیو نیدهم در نقش لوسین بناپارت، برادر ناپلئون.[۱۳]
- جان هولینگورث در نقش مارشال نی، که توسط ناپلئون به عنوان «شجاع‌ترین شجاعان» ستایش شد.[۱۴]
- یوسف کرکور در نقش مارشال داوو، یکی از بهترین فرماندهان ناپلئون.[۱۵]
- شینید کیوسک در نقش لتیسیا بناپارت، مادر ناپلئون.
- فیل کورنول در نقش شارل-هانری سانسون، جلادی که لویی شانزدهم، پادشاه فرانسه را گیوتین کرد.[۱۶]
- ادوارد فیلیپونا در نقش الکساندر یکم، امپراتور روسیه.
- ایان مک‌نیس در نقش لوئی هجدهم، پادشاه فرانسه در دوران بازسازی بوربن، پس از تبعید ناپلئون به الب.
- روپرت اورت در نقش آرتور ولزلی، دوک ولینگتون.[۱۷]
- پال ریس در نقش شارل موریس دو تالیران-پریگور، دیپلمات برجسته فرانسه.[۱۸]
- کاترین واکر در نقش ماری آنتوانت، دوشس اتریش و بعداً ملکه فرانسه.
- گاوین اسپوکس در نقش ژان فرانسوا آگوست مولن، سیاستمدار دایرکتوار.
- مارک بونار در نقش ژان آندوش جونو، ژنرال ناپلئون و فرمانده تهاجم فرانسه به پرتغال در سال ۱۸۰۷.[۱۹]
- آنا ماون در نقش دوشس ماری لوئیز، همسر دوم ناپلئون.
- دیوید توچی در نقش لازار هوچه، ژنرال و قهرمان انقلابی فرانسه.
- سام کرین در نقش ژاک-لویی داوید، نقاش برجسته نئوکلاسیک فرانسوی.
- اسکات هندی در نقش لوئی-الکساندر برتی‌یر، رئیس ستاد ناپلئون از اولین لشکرکشی ناپلئون در سال ۱۷۹۶ تا اولین کناره‌گیری او در سال ۱۸۱۴، و دو بار وزیر جنگ فرانسه.
- ابوبکر سلیم در نقش ژنرال دوما.

## تولید

### توسعه
در ۱۴ اکتبر ۲۰۲۰، ریدلی اسکات همان روزی که فیلم‌برداری فیلمش آخرین دوئل به پایان رسید، نام کیت‌بگ را به‌عنوان پروژه بعدی خود برای استودیوی قرن بیستم معرفی کرد و کارگردانی و تهیه‌کنندگی آن را بر اساس فیلم‌نامه‌ای از دیوید اسکارپا، همکار اسکات در تمام پول‌های جهان بر عهده خواهد داشت. واکین فینیکس در نقش رهبر نظامی و سیاسی فرانسه ناپلئون بناپارت به پروژه پیوست و پس از گلادیاتور (۲۰۰۰) او دوباره با این کارگردان همکاری کرد. با این حال، زمانی که قرارداد اسکات با استودیو قرن بیستم تا پایان سال منعقد شد، این پروژه در دسترس دیگر استودیوهای بزرگ قرار گرفت. در ژانویه ۲۰۲۱، استودیو اپل تی وی تعهد خود را برای تأمین مخارج مالی و تولید فیلم اعلام کرد و فیلم‌برداری آن نیز در سال ۲۰۲۲ در بریتانیا شروع خواهد شد. اسکات در بیانیه‌ای گفت: «ناپلئون مردی است که من همیشه مجذوب او بوده‌ام، او از ناکجاآباد آمد تا بر همه چیز حکومت کند — اما در تمام مدتی که با همسر زناکارش ژوزفین جنگی عاشقانه داشت. او دنیا را تسخیر کرد تا عشق او را به دست آورد و چون نتوانست، آن را فتح کرد تا او را از بین ببرد و در این راه خود را نابود کرد.»
جودی کومر بازیگر فیلم آخرین دوئل اولین انتخاب اسکات برای ایفای نقش امپراتور ژوزفین بود. او برای بازی در مارس ۲۰۲۱ وارد مذاکره شد و انتخاب در این نقش را در سپتامبر تأیید کرد و گفت: «من فقط از فرصتی برای کار دوباره با ریدلی و تیمش و ایده کار با واکین، کسی که به شدت او را تحسین می‌کنم، استفاده کردم. . . من بسیار هیجان زده هستم که آن دنیا را موشکافی کنم.» در نوامبر، او گفت که نقش او "یک چالش بزرگ دیگر خواهد بود، اما چیزی که من در مورد درام‌های دورانی دوست دارم این نوع دگرگونی است. حتی در حال حاضر، انجام برخی تست‌های لباس و مو برای کیت‌بگ، بسیار هیجان‌انگیز است، زیرا بیرون رفتن از خود و وارد شدن به شخص دیگری بسیار آسان‌تر می‌شود.» در ۴ ژانویه ۲۰۲۲، کامر به دلیل تغییرات زمان‌بندی ناشی از همه‌گیری کووید-۱۹، جدایی خود از فیلم را اعلام کرد. در همان روز ونسا کربی به عنوان جانشین وی معرفی شد. در ۱۸ ژانویه ۲۰۲۲، تهیه کننده کوین جی. والش گفت که نام فیلم به ناپلئون تغییر داده شده‌است. در فوریه طاهر رحیم به جمع بازیگران اضافه شد.

### فیلمبرداری
مراحل ساخت فیلم در فوریه ۲۰۲۲ آغاز شد. برخلاف سایر فیلم‌های مربوط به ناپلئون، مانند واترلو (۱۹۷۰) که فقط یک سکانس نبرد داشتند، این فیلم شش سکانس نبرد چشمگیر را نمایش می‌دهد. عنوان کاری پروژه، مارنگو بود که به نبرد مارنگو (۱۸۰۰) اشاره داشت. فیلمبرداری در مارس ۲۰۲۲ در لینکلن، انگلستان آغاز شد. طبق گزارش‌ها، عوامل پروژه یک هفته را صرف آماده‌سازی کلیسای جامع لینکلن کردند. تصویربرداری در کلیسای جامع در ۱۷ و ۱۸ مارس، بین ساعت ۷ صبح تا ۷ بعد از ظهر صورت گرفت.
همچنین فیلم‌برداری در دیگر مکان‌های انگلستان صورت گرفت: کاخ استو، باکینگهام‌شر؛ وست ویکام پارک، باکینگهام‌شر؛ کاخ بلنهایم، وودستاک، آکسفوردشر؛ کاخ پت‌ورث، ساسکس؛ کاخ بوتون، کترینگ؛ و کالج سلطنتی نیروی دریایی، گرینیچ، لندن.
این پروژه به مدت سه هفته در مالت فیلم‌برداری شد. تصویربرداری در مالت از مهٔ ۲۰۲۲ آغاز شد. استحکامات ریکازلی در کالکارا به محوطهٔ تصویربرداری محاصره تولون مربوط به سال ۱۷۹۳ تبدیل شد؛ ناپلئون در این سال نخستین پیروزی خود را کسب کرد.

## انتشار
ناپلئون در ۱۴ نوامبر ۲۰۲۳ در تالار کنسرتی سال پلیل در پاریس به نمایش درآمد. این فیلم در ۲۲ نوامبر ۲۰۲۳ به‌وسیلهٔ گروه سینمایی سونی پیکچرز در ایالات متحده و بریتانیا اکران و سپس از طریق سرویس اینترنتی اپل تی‌وی پلاس پخش شد.
برای اکران سینمایی فیلم، اپل استودیوز با سونی پیکچرز تحت نظر کلمبیا پیکچرز همکاری کرد تا به نمایش فیلم در جهان کمک کند.

## بازخورد

### گیشه
تا ۹ ژانویهٔ ۲۰۲۴، ناپلئون ۶۱٫۳ میلیون دلار در ایالات متحده و کانادا و ۱۵۲٫۸ میلیون دلار در سایر مناطق به دست آورده‌است که مجموعاً ۲۱۴٫۱ میلیون دلار در سراسر جهان است.
در ایالات متحده و کانادا، ناپلئون در کنار فیلم‌های آرزو و سالتبرن اکران شد، و در ابتدا پیش‌بینی می‌شد که حدود ۲۲ میلیون دلار از ۳٫۵۰۰ سینما در پنج روز افتتاحیه آخر هفته روز شکرگزاری بفروشد. پس از کسب ۷٫۷ میلیون دلار در روز اول (شامل ۳ میلیون دلار از پیش نمایش‌های سه شنبه شب)، برآوردها به ۲۹ تا ۳۳ میلیون دلار افزایش یافتند. این فیلم سپس ۴٫۴ میلیون دلار در روز شکرگزاری و ۸٫۴ میلیون دلار در روز جمعه به دست آورد. این فیلم در آخر هفته افتتاحیه خود به ۲۰٫۴ میلیون دلار رسید (و مجموعاً ۳۲٫۵ میلیون دلار در طول پنج روز) و پس از بازی‌های گرسنگی: تصنیف پرندگان آوازخوان و مارها در جایگاه دوم قرار گرفت. این فیلم در دومین آخر هفته خود با ۶۵ درصد سقوط به رتبه ششم رسید و ۷٫۱ میلیون دلار فروخت.
به گفتهٔ ربکا روبین در ورایتی، این فیلم تحت اکران سینمایی مرسم باید ۵۰۰ تا ۶۰۰ میلیون دلار در سرتاسر جهان فروش داشته باشد تا هزینه‌ها و درآمد فیلم برابر شود و سود یا زیانی وجود نداشته باشد.

### منتقدان
در وبگاه جمع‌آوری نقد راتن تومیتوز، ٪۵۸ از ۳۲۴ بررسی منتقدان مثبت است و میانگینِ امتیاز آن ۶٫۲/۱۰ است. اجماع این وبگاه چنین می‌نویسد: «ریدلی اسکات مصمم است تا ثابت کند که امپراتور در ناپلئون، یعنی حماسه سرگرم‌کنندهٔ زیرکانه با سکانس‌های دلاورانه که مدت زمان دوگانهٔ فیلم، آن را از فتح کامل بازمی‌دارد، مورد نقد نیست.» این فیلم در متاکریتیک که از میانگین وزنی استفاده می‌کند، بر اساس نظر ۶۲ منتقدین امتیاز ۶۴ از ۱۰۰ را کسب کرده که نشان‌گر «نقدهای عموماً مطلوب» است. تماشاگرانی که توسط سینماسکور مورد بررسی قرار گرفتند، به فیلم نمره متوسط «B-» در مقیاس A+ تا F دادند، در حالی که آنهایی که توسط پست‌ترک در نظرسنجی شرکت کردند ۷۲٪ نمره مثبت کلی به آن دادند و ۴۶٪ گفتند که قطعاً فیلم را توصیه می‌کنند.